# Fangatau (Polynésie française)
Fangatau est une commune de la Polynésie française dans l'archipel des Tuamotu. Le chef-lieu de cette dernière est Fangatau.

## Géographie
La commune de Fangatau est composée de deux atolls :
| Atoll               | village principal | Population 2017 | terres émergées (km²) | lagon (km²) | Coordonnées           |
| ------------------- | ----------------- | --------------- | --------------------- | ----------- | --------------------- |
| Fangatau            | Teana             | 135             | 6                     | 11          | 15° 49′ S, 140° 52′ O |
| Fakahina1           | Tarione           | 161             | 8                     | 20          | 15° 59′ S, 140° 08′ O |
| commune de Fangatau | Teana             | 296             | 14,25                 | 31          |                       |

1 Commune associée

## Démographie
L'évolution du nombre d'habitants est connue à travers les recensements de la population effectués dans la commune depuis 1971. À partir de 2006, les populations légales des communes sont publiées annuellement par l'Insee, mais la loi relative à la démocratie de proximité du 27 février 2002 a, dans ses articles consacrés au recensement de la population, instauré des recensements de la population tous les cinq ans en Nouvelle-Calédonie, en Polynésie française, à Mayotte et dans les îles Wallis-et-Futuna, ce qui n’était pas le cas auparavant. Pour la commune, le premier recensement exhaustif entrant dans le cadre du nouveau dispositif a été réalisé en 2002, les précédents recensements ont eu lieu en 1996, 1988, 1983, 1977 et 1971.
En 2017, la commune comptait 296, en diminution de 1,33 % par rapport à 2012
| 1971 | 1977 | 1983 | 1988 | 1996 | 2002 | 2007 | 2012 | 2017 |
| ---- | ---- | ---- | ---- | ---- | ---- | ---- | ---- | ---- |
| 199  | 210  | 251  | 306  | 254  | 270  | 252  | 300  | 296  |

| 2022 | - | - | - | - | - | - | - | - |
| ---- | - | - | - | - | - | - | - | - |
| 323  | - | - | - | - | - | - | - | - |

## Lieux et monuments
- Église Saint-Athanase de Fakahina.
- Église Saint-Dominique de Fangatau.